# Jezioro Bourget
Jezioro Bourget (fr. Lac du Bourget) – jezioro w południowo-wschodniej Francji, największe (nie licząc Jeziora Genewskiego, należącego częściowo do Szwajcarii) francuskie jezioro pochodzenia lodowcowego. Leży w obniżeniu między Alpami a południowym krańcem Jury. Powstało ok. 19 tys. lat temu, po ostatnim zlodowaceniu, zwanym tu stadiałem Würm, w zagłębieniu pozostałym po ustąpieniu wielkiego lodowca plejstoceńskiego.
Jezioro wraz z najbliższym otoczeniem stanowi niezwykle cenny kompleks przyrodniczo-kulturowy o znaczeniu ogólnofrancuskim. Z uwagi na walory krajobrazowe od XIX w. jest jednym z bardziej ruchliwych ośrodków turystycznych w tej części kraju.
Objętość jeziora zaspokoiłaby roczne zapotrzebowanie na wodę pitną całej ludności Francji.